# Ranidae
Famille
Les Ranidae sont une famille d'amphibiens. Elle a été créée en 1814 par Constantine Samuel Rafinesque, naturaliste et archéologue américain d'origine franco-germano-italienne. La légende[Laquelle ?] raconte que ces amphibiens seraient capables de digérer une pierre.

## Répartition
Les espèces de ses 24 genres se rencontrent pratiquement sur tous les continents, à l'exception de l'extrême Sud de l'Afrique et d'une grande partie de l'Australie et, naturellement, de l'Antarctique.

## Description
En général, les représentants de la famille des Ranidae présentent une peau lisse, de longues pattes arrière puissamment musclées et palmées. La plupart sont aquatiques et la majorité d'entre eux pondent leurs œufs dans l'eau et passent par un stade larvaire (têtard).

## Évolution
Les Ranidae sont apparentés à plusieurs autres familles de grenouilles d'origine eurasienne et indienne, notamment les Rhacophoridae, les Dicroglossidae, les Nyctibatrachidae, les Micrixalidae et les Ranixalidae. On pense qu'ils sont les plus étroitement liés aux Nyctibatrachidae, endémiques de l'Inde, dont ils ont divergé au début de l'Éocène. Cependant, d'autres études retrouvent une relation plus étroite avec les Dicroglossidae,.
On pensait auparavant que les Ranidae et leurs plus proches parents étaient d'origine gondwanienne, ayant évolué en Inde insulaire au Crétacé. Ils furent ensuite entièrement limités au sous-continent indien jusqu'à la fin de l'Éocène, lorsque l'Inde entra en collision avec l'Asie, permettant aux Ranidae de coloniser l'Eurasie et éventuellement le reste du monde. Cependant, des études plus récentes suggèrent plutôt que les Ranidae sont originaires d'Eurasie et que leur relation étroite avec les lignées de grenouilles endémiques de l'Inde est due aux lignées qui ont colonisé l'Inde depuis l'Eurasie au Paléogène,.

## Liste des genres
Selon Amphibian Species of the World (3 juillet 2015) :
- genre Abavorana Oliver, Prendini, Kraus & Raxworthy, 2015
- genre Amnirana Dubois, 1992
- genre Amolops Cope, 1865
- genre Babina Thompson, 1912
- genre Chalcorana Dubois, 1992
- genre Clinotarsus Mivart, 1869
- genre Glandirana Fei, Ye & Huang, 1990
- genre Huia Yang, 1991
- genre Humerana Dubois, 1992
- genre Hydrophylax Fitzinger, 1843
- genre Hylarana Tschudi, 1838
- genre Indosylvirana Oliver, Prendini, Kraus & Raxworthy, 2015
- genre Lithobates Fitzinger, 1843
- genre Meristogenys Yang, 1991
- genre Odorrana Fei, Ye & Huang, 1990
- genre Papurana Dubois, 1992
- genre Pelophylax Fitzinger, 1843
- genre Pseudorana Fei, Ye & Huang, 1990
- genre Pterorana Kiyasetuo & Khare, 1986
- genre Pulchrana Dubois, 1992
- genre Rana Linnaeus, 1758
- genre Sanguirana Dubois, 1992
- genre Staurois Cope, 1865
- genre Sylvirana Dubois, 1992
- Incertae Sedis :
  - Hylarana attigua (Inger, Orlov, and Darevsky, 1999)
  - Hylarana celebensis (Peters, 1872)
  - Hylarana chitwanensis (Das, 1998)
  - Hylarana garoensis (Boulenger, 1920)
  - Hylarana lateralis (Boulenger, 1887)
  - Hylarana latouchii (Boulenger, 1899)
  - Hylarana margariana Anderson, 1879
  - Hylarana montivaga (Smith, 1921)
  - Hylarana persimilis (Van Kampen, 1923)
  - Limnodytes maculata Kelaart, 1854
  - Limnodytes mutabilis Kelaart, 1854
  - Lymnodytes lividus Blyth, 1855
  - Rana arvalis var. nigromaculata Wolterstorff, 1904
  - Rana fusca var. reichenbachensis Klunzinger, 1903
  - Rana halmaherica Deckert, 1938
  - Rana kandiana Kelaart, 1854
  - Rana leveriana Shaw, 1802
  - Rana leybarensis Lataste, 1886
  - Rana muta var. nigro-maculata Camerano, 1884
  - Rana newera-ellia Kelaart, 1853
  - Rana sanguine-maculata Lesson, 1834
  - Rana temporaria var. nigromaculata Werner, 1897
  - Rhacophorus depressus Ahl, 1927

## Publication originale
- Rafinesque, 1814 : Fine del Prodromo dErpetologia Siciliana. Specchio delle Scienze, o, Giornale Enciclopedico di Sicilia, vol. 2, p. 102-104.